# Ulrico III, Duque de Meclemburgo-Güstrow
Ulrico III (5 de março de 1527 - 14 de março de 1603) foi um duque de Meclemburgo-Güstrow, um território partidário do Ducado de Meclemburgo, de 1555 até à sua morte em 1603.

## Família
Ulrico foi o terceiro dos dez filhos do Duque Alberto VII de Meclemburgo e da princesa Ana de Brandemburgo. Os seus avós paternos eram o duque Magno II de Meclemburgo-Schwerin-Güstrow e a princesa Sofia da Pomerânia-Wolgast. Os seus avós maternos eram o eleitor Joaquim I de Brandemburgo e a princesa Isabel da Dinamarca.

## Primeiros anos
Ulrico é educado na corte da Baviera, estudando depois Teologia e Direito. Após a morte do seu pai, passa a residir em Butzow e acompanha o seu primo, o duque Magno III de Meclemburgo-Schwerin, como administrador do principado-episcopal de Schwerin em 1550, vindo a casar-se depois com a viúva de Magnus, Isabel da Dinamarca, filha do rei Frederico I da Dinamarca.
Após a morte do seu tio, o duque Henrique V de Meclemburgo-Schwerin, Ulrico participa no governo nacional, principalmente durante a participação de Meclemburgo na Guerra de Esmalcalda que rebenta devido a uma disputa de heranças resolvida pelo "Ruppiner dictum" do eleitor de Brandemburgo.

## Reinado
A 17 de fevereiro de 1555, Ulrico sucede ao seu irmão, João Alberto I de Meclemburgo-Güstrow, no território particionado de Meclemburgo-Güstrow. Em 1556 recebe, ao mesmo tempo que mantém o governo do estado com o seu irmão, a parte oriental de Meclemburgo com a capital de Güstrow, enquanto João Alberto recebe a parte ocidental com capital em Schwerin. Após a morte do seu irmão em 1576, Ulrico passa a ser o guardião dos seus filhos, entre os quais se encontra o seu sobrinho e sucessor, João Alberto II de Meclemburgo-Güstrow. Ulrico constrói o Castelo de Güstrow que se torna a sua residência principal.
Ulrico era um príncipe moderno, educado e um luterano devoto, tornando-se um dos mais celebrados príncipes da dinastia Meclemburgo. Após a sua morte deixou uma fortuna de 200,000 florins. Participou nas discussões cientificas entre Tycho Brahe e David Chytraeus e correspondia-se com humanistas, como Heinrich Rantzau. Em 1594, como chefe do circulo da Baixa Saxónia, organiza a assistência militar e financeira contra a ameaça turca.
Ulrico é também um mediador na disputa entre seu genro, o rei Frederico II da Dinamarca e o genro dele, o duque João Adolfo de Holsácia-Gottorp, tendo melhorado as relações entre os dois. Foi sucedido pelo seu neto, o príncipe Ulrico da Dinamarca, como administrador do principado-episcopal de Schwerin.